# Ceferino Garcia
Ceferino Garcia est un boxeur philippin né le 26 août 1906 à Caraycaray et mort le 1er janvier 1981 à San Diego, en Californie.

## Carrière
Il devient champion des poids moyens de la New York State Athletic Commission (NYSAC) en battant par KO au 7e round Fred Apostoli le 2 octobre 1939. Garcia conserve sa ceinture en faisant match nul contre Henry Armstrong le 1er mars 1940 puis s'incline aux points face à Ken Overlin le 23 mai 1940.

## Distinction
- Garcia - Armstrong est élu combat de l'année en 1940 par Ring Magazine.